# Leesmuseum voor Vrouwen
Das Leesmuseum voor Vrouwen war eine von 1877 bis 1966 bestehende niederländische Spezialbibliothek, ein Lesezirkel mit eigenen Räumlichkeiten und eigener Sammlung für Frauen in Amsterdam.

## Geschichte

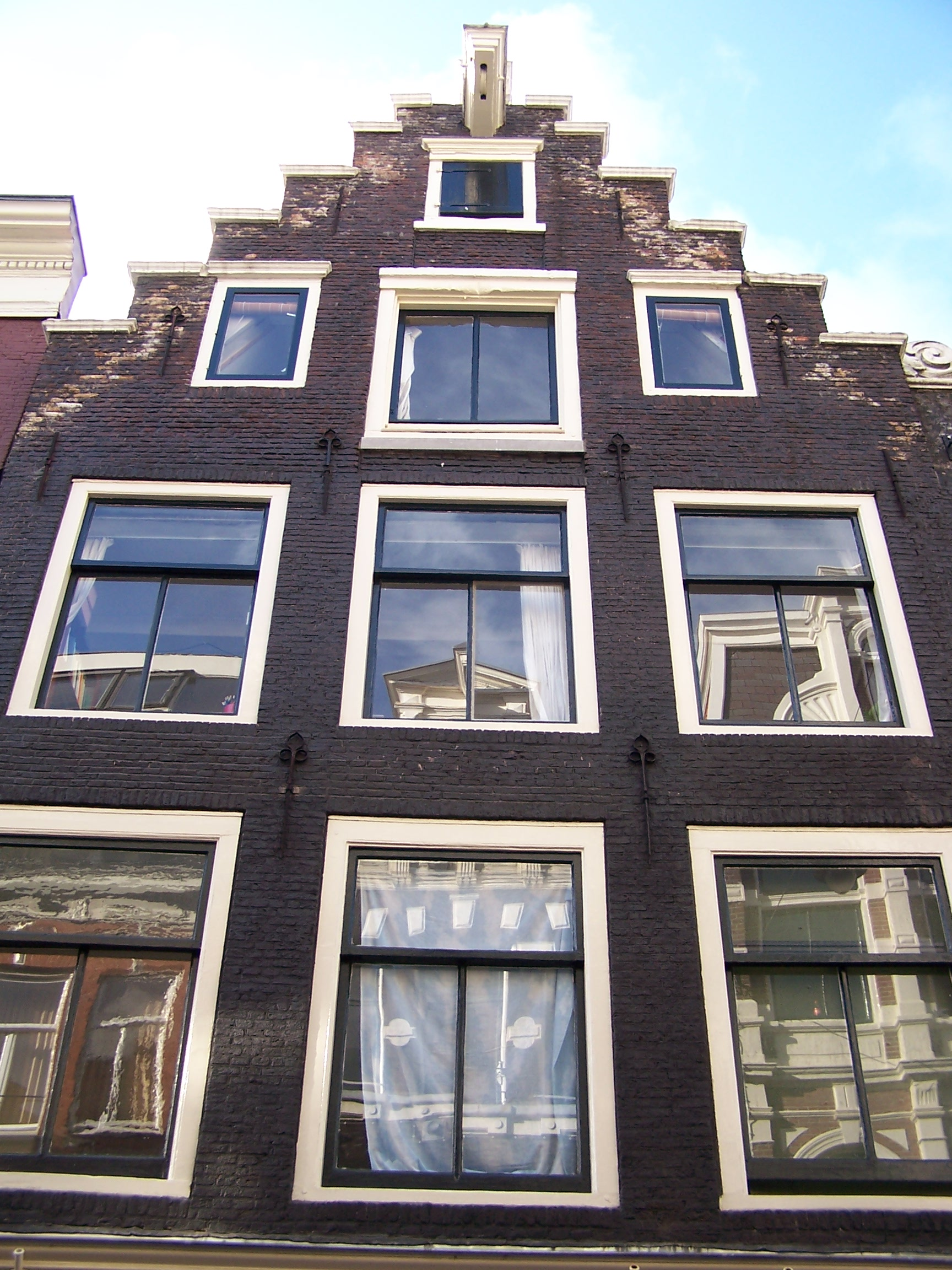
Hartenstraat 29, Erstes Gebäude des Lesemuseums für Frauen

Das Leesmuseum voor Vrouwen (Lesegesellschaft für Frauen) in Amsterdam wurde am 2. Mai 1877 durch eine Gruppe von Frauen der gehobenen Gesellschaft gegründet. Bis dahin gab es seit 1802 zwar ein Leesmuseum für Männer, das Frauen aber nur in Ausnahmefällen offen stand, wie etwa der Ärztin und Frauenrechtlerin Aletta Jacobs. Zuerst befand es sich in der Hartenstraat 29 in Amsterdam, das als Rijksmonument mit der Monumentnummer 1459 verzeichnet ist. Wie andere Lesegesellschaften in den Niederlanden richtete sich das Leesmuseum voor Vrouwen an die obere Mittelschicht. Zu den ersten Nutzerinnen gehörten vielfach Frauen, die sich für die Rechte der Frauen einsetzten, unter anderem die Schriftstellerin und spätere Herausgeberin von „De Dageraad“ Elise Haighton, Hendrina Scholten-Commelin von der „Vereeniging tot Verbetering van den Maatschappelijken en den Rechtstoestand der vrouw in Nederland“ (Verein zur Verbesserung des sozialen und rechtlichen Status von Frauen in den Niederlanden), Helena Mercier, Jeltje de Bosch Kemper, Meta Hugenholtz und die erste festangestellte Journalistin der Niederlande und Feministin Henriëtte van der Meij.
Die Einrichtung stand den Frauen täglich von 10 bis 22 Uhr und selbst sonntags offen. Neue Mitglieder wurden nominiert und durch Abstimmung aufgenommen. In der Satzung wurde als Zweck festgelegt, „dem Kreis seiner Mitglieder die Möglichkeit zu geben, Tages- und Wochenzeitungen, Zeitschriften, Bücher und Broschüren zu lesen, die von allgemeinem Interesse sind oder sich speziell auf Themen der Wissenschaft und Kunst beziehen“. Die Mitglieder konnten anfänglich nur in den Räumlichkeiten lesen. Später wurde diese Regelung geändert und die Ausleihe von Lehrbüchern und danach auch Romanen ermöglicht.

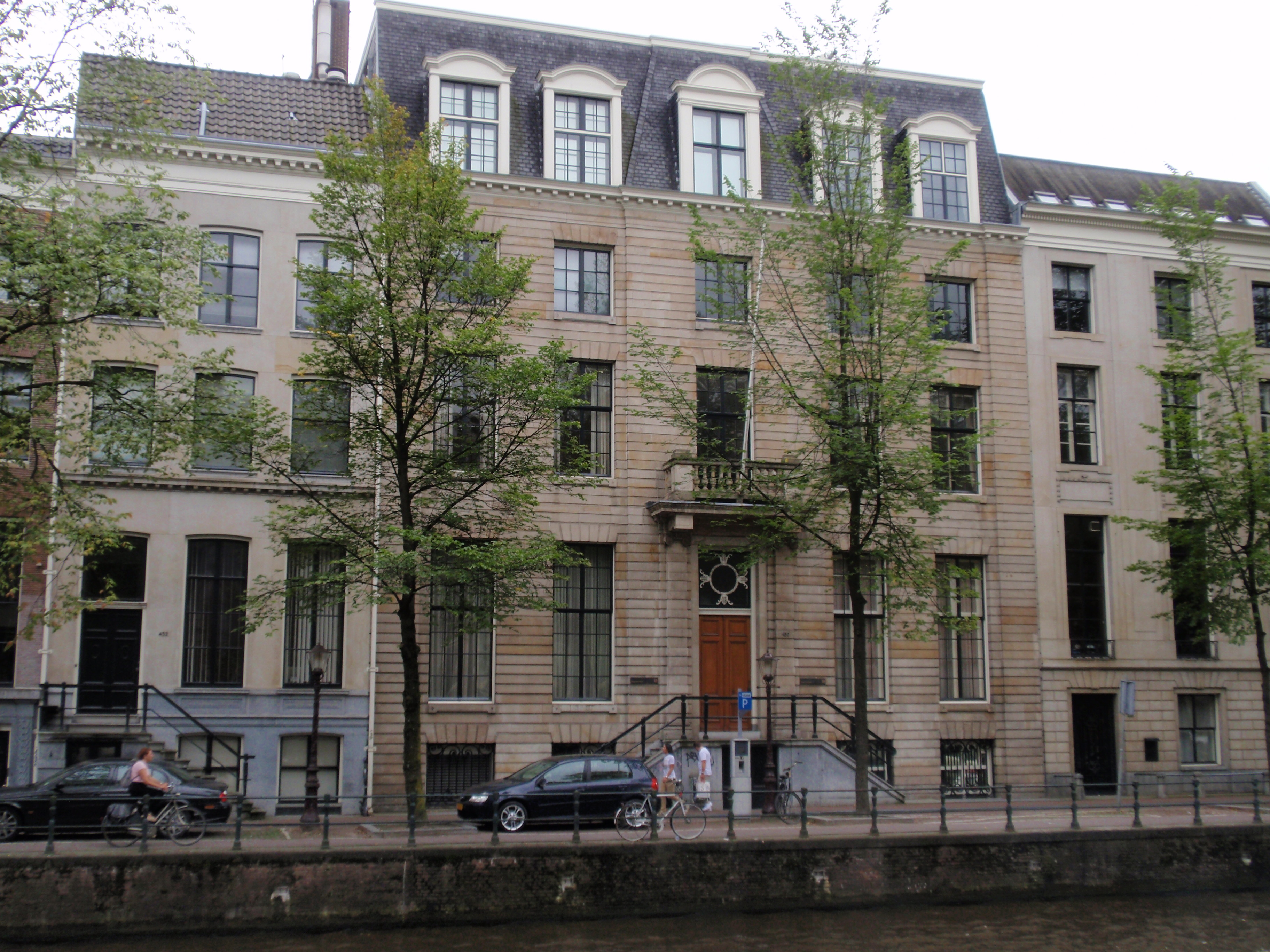
Herengracht 450, Gebäude des Lesemuseums für Frauen

Um mehr Mitgliedsbeiträge einzunehmen, die der Beschäftigung eines Bibliothekars dienen sollten, wurden Anzeigen zur Mitgliedergewinnung geschaltet und vergünstigte Beiträge für bestimmte Personengruppen, wie Krankenschwestern, angeboten. Erst Ende der 1890er Jahre erhielt das Leesmuseum großen Zulauf und verzeichnete zwischen 1888 und 1897 insgesamt 321 Mitglieder. 1899 wurde ein bezahlter Bibliothekar eingestellt. 1900 belegte das Leesmuseum einen Teil des Erdgeschosses in der Herengracht 450 im Huis van Deutz, einem ehemaligen Wohnhaus, das von Philips Vingboons entworfen und 1663 errichtet wurde. Das Gebäude ist als Rijksmonument Nr. 1853 verzeichnet. 1913 waren 1080 Frauen registriert, es konnte ein zweiter Bibliothekar beschäftigt werden und es fanden regelmäßig Lesungen oder Diskussionen zu literarischen Themen statt.
Nach dem Ersten Weltkrieg sank die Mitgliederzahl und das Leesmuseum zog 1921 in ein günstigeres Haus in der Pieter Cornelisz Hooftstraat 148, das durch ein Vorstandsmitglied gekauft und an das Leesmuseum vermietet wurde. Seit den 1930er Jahren wurde auch Männern der Beitritt erlaubt. Die Zeit der deutschen Besatzung und den Zweiten Weltkriegs überstand das Leesmuseum unbeschadet. Ab 1952 konnten die Mitglieder auch ihre Kinder mitbringen. Die Einrichtung musste 1966 schließen aufgrund ständig sinkender Mitgliederzahl, des Auslaufens des Pachtvertrags und der geringen finanziellen Rücklagen.

## Sammlung
Das Leesmuseum startete mit sehr einfachem Mobiliar und einer kleinen Anzahl von Büchern, die meisten Leihgaben der Vorstandsmitglieder oder Mitglieder, hielt aber bereits etwa 26 Zeitungen und Zeitschriften vorrätig. Der Vorstand abonnierte die verschiedenen Zeitschriften nach Beliebtheit und Lesehäufigkeit der Mitglieder. Im Leesmuseum standen „Ons Streven“, „Evolutie“, „de Huisvrouw“, „het Sociaal Weekblad“, „die Frauenzeitung“ und Belang en Recht zur Auswahl.
Die Auswahl der anzuschaffenden Bücher wurde von zwei Mitgliedern des Leseausschusses vorgenommen, deren Entscheidungen auf Mitgliederversammlungen gelegentlich auch kritisiert wurden und es gab ein „Beschwerde-, Wünsche- und Kommentarheft“ für Anschaffungswünsche und Kritik der Mitglieder. Brauchte das Auswahlgremium Hilfe bei der Beurteilung eines Sachbuches, nahm es die Hilfe von außen an, wie etwa von Johanna Naber für die Auswahl historischer Bücher und von Cornelia de Lange bei medizinisch-hygienischen Büchern.
Neben niederländischen, französischen, englischen und deutschen Büchern schaffte das Leesmuseum auch norwegische und italienische Bücher an. 1886 enthielt der Katalog des Leesmuseums 1.439 Bände auf Niederländisch (Originalwerke und Übersetzungen), Französisch, Deutsch und Englisch, davon 193 Werke von Frauen, 83 davon von Niederländerinnen. Unter den ausländischen Autoren waren mit mehreren Titel in der Originalsprache George Eliot, Ouida und George Sand vertreten. Von den niederländischen Schriftstellerinnen waren die meisten Werke von Elise Haighton, selbst Mitglied des Leesmuseums, Catharina van Rees und Anna Louisa Geertruida Bosboom-Toussaint. Die Sammlung umfasste Titel wie Max Havelaar von Multatuli, Verteidigung der Rechte der Frau von Mary Wollstonecraft, Bücher von Cornélie Huygens, Charles Dickens und Émile Zola, später kamen Bücher der russischen Feministin Alexandra Michailowna Kollontai dazu.
Um 1905 umfasste die Sammlung etwa 10000 Titel, in den 1920er Jahren rund 20000 Titel und verringerte sich bis Ende der 1940er Jahre auf 16000. 1957 standen nur noch 10000 Titel zur Verfügung. Nach der Schließung 1966 gingen die Aufzeichnungen an die Stadt Amsterdam, der Großteil der Bücher an die öffentliche Bibliothek (Maatschappij tot Nut van 't Algemeen) und ein Teil an die Universitätsbibliothek Amsterdam.